# Salice (araldica)
In araldica il salice è simbolo di continenza, castità e legame.

D'argento, al salice sradicato al naturale (stemma di Sauze di Cesana)
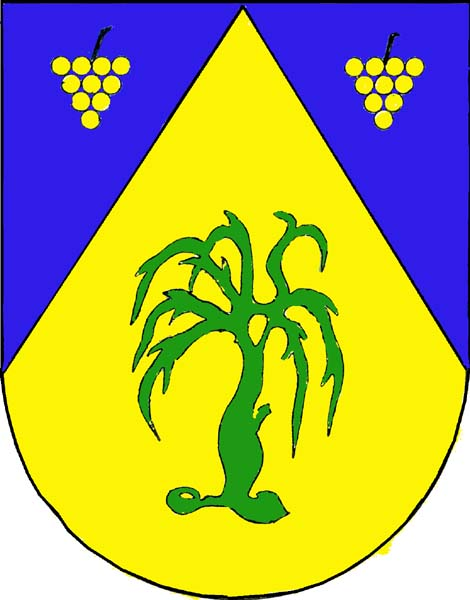
D'oro, al salice di verde, mantellato d'azzurro a due grappoli d'oro fustati di nero (Vrbice, Moravia Meridionale, Repubblica Ceca)
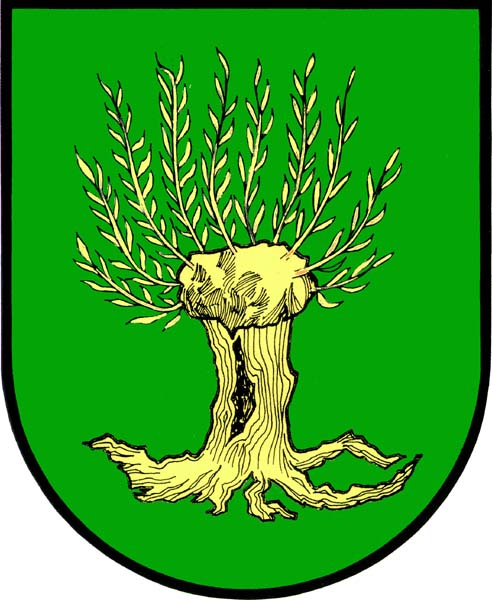
Di verde, al salice sradicato d'oro (Vrbice, Boemia Centrale, Repubblica Ceca)
D'argento, al ponte di sette archi di rosso, quello centrale più grande, cimato da un salice piangente di verde e posto su onde dello stesso moventi dalla punta (Quissac, Francia)
Di rosso, a sette salici sradicati d'argento, posti 3, 1, 3 (Saussines, Francia)